# Eucera kullenbergi
Eucera kullenbergi är en biart som beskrevs av Borek Tkalcu 1978. Eucera kullenbergi ingår i släktet långhornsbin, och familjen långtungebin. Inga underarter finns listade i Catalogue of Life.

## Bildgalleri

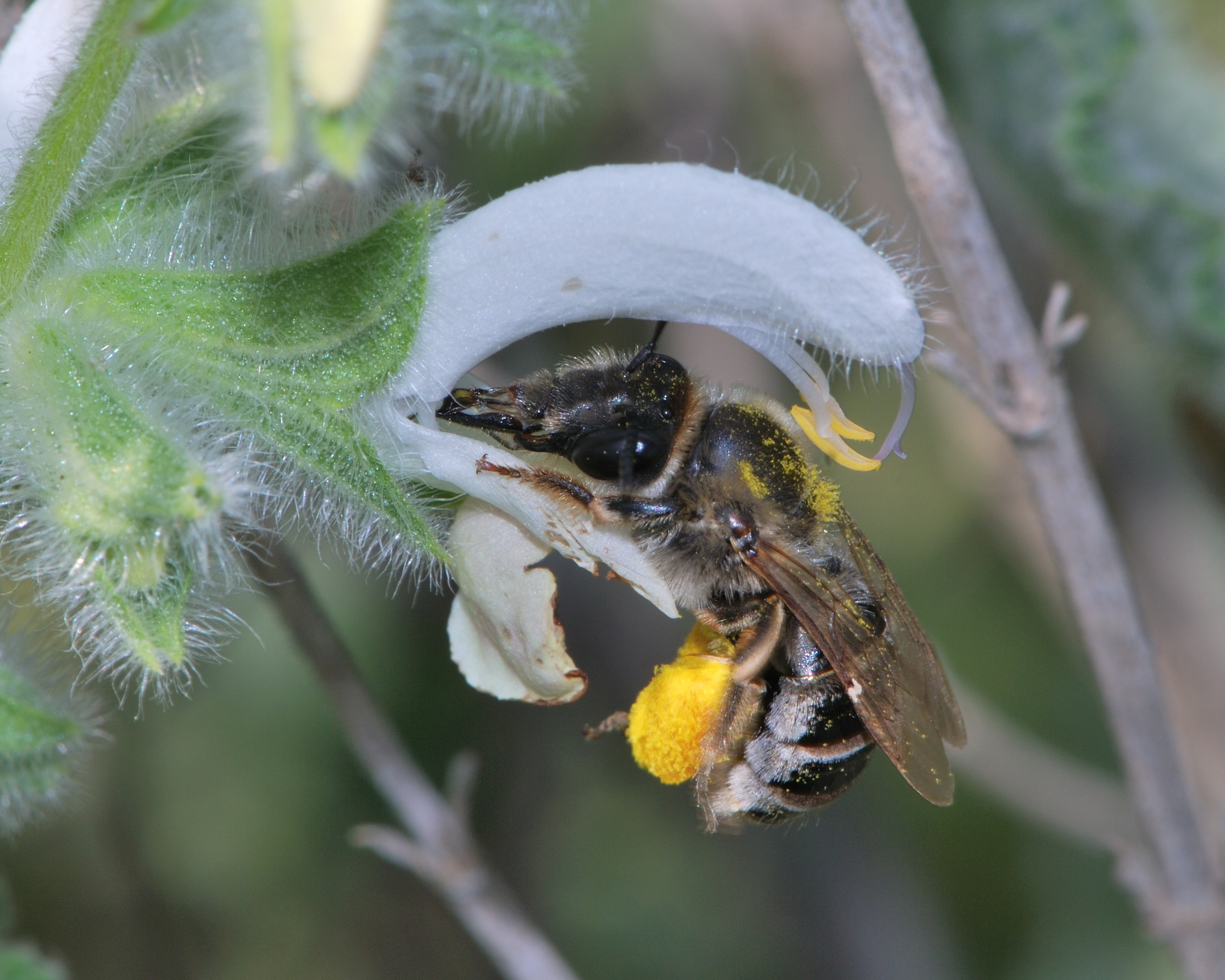